# Caravana a l'est
Caravana a l'est (títol original: Wagons East!) és una pel·lícula estatunidenca dirigida per Peter Markle, estrenada l'any 1994. Ha estat doblada al català.
Desaparegut brutalment el 4 de març de 1994, John Candy va morir durant el rodatge. Algunes escenes pendents no van ser filmades, o ho van ser utilitzant un substitut, amb un guió reescrit per no implicar-lo. El film d'altra banda, li és dedicat.

## Argument
Incapaços d'adaptar-se a l'oest salvatge americà, alguns ciutadans decideixen de tornar a agafar el camí cap a l'Est i arribar així a Sant-Louis. Criador assetjat, banquer atracat o prostituta endeutada, aquests decebuts de l'Oest contracten un conductor de caravanes anomenat James Harlow, borratxo de passat tèrbol, per guiar el seu comboi. Però aquesta fugida voluntària no arregla en absolut els negocis de la companyia de ferrocarril, que esperava enriquir-se gràcies a la ruta cap a l'oest. Veient que el seu comboi té imitadors, la companyia contracta un assassí anomenat Slade, amb la finalitat de contrariar aquests pioners d'aquest nou gènere. Malgrat tots els problemes, el comboi prossegueix la seva ruta. Però James Harlow els ha portat en ple territori indi, on els nostres valerosos pioners es troben sorpresos de l'ajuda i de la protecció que els aporten els indis, feliços de veure « rostres pàl·lids » que abandonen finalment les seves terres.

## Repartiment
- John Candy: James Harlow
- Richard Lewis: Phil Taylor
- Robert Picardo: Ben Wheeler
- John C. McGinley: Julian
- Melinda Culea: Constance Taylor
- Ellen Greene: Bellw
- Gailard Sartain: J.P. Moreland (no surt als crèdits)
- William Sanderson: Zeke
- David Dunard: Harry Bob Ferguson
- Ed Lauter: John Slade
- Ethan Phillips: Smedly
- Charles Rocket: El general William H. Larchmont
- Robin McKee: Lindsey Thurlow
- Lochlyn Munro: Billy
- Ingrid Nuernberg: Henrietta Wheeler
- Stuart Proud Eagle Grant: Núvol Blanc
- Don Lake: El tinent Bailey
- Derek Senft: Jeremiah Taylor
- Jill Boyd: Prudence Taylor
- Thomas F. Duffy: Clayton Ferguson
- Tony Pierce: Junyr Ferguson
- Abraham Benrubi: Abe Ferguson
- Douglas Carlson: El patró del saloon
- Ryan Cutrona: Tom
- Billy Daydoge: Elder
- Bud Davis: Cap Desperado
- Russell Means: Cap